# روبرت دبليو. ارين
روبرت دبليو. ارين (بالإنجليزية: Robert W. Warren)‏ هو محامي وقاضي وسياسي أمريكي، ولد في 30 أغسطس 1925 براتون في الولايات المتحدة، وتوفي في 20 أغسطس 1998 بميلواكي في الولايات المتحدة. حزبياً، نشط في Republican Party of Wisconsin ‏. وقد انتخب عضو مجلس ولاية ويسكونسن.